# Пол Вегенер
Пол Вегенер (11. децембар 1874, Арндолсдорф—13. септембар 1948, Берлин) био је немачки глумац, режисер и сценариста, познат по својим улогама у раним немачким филмовима из периода експресионизма. Написао је сценарио, режирао и тумачио је насловну улогу у хорор трилогији, Голем (1915—1920).
Женио се шест пута. Трећи и шести пут са глумицом Лиду Салмонову, са којом се заједно појавио у неколико филмова. Његова четврта супруга била је, такође глумица, Грета Шредер, која је тумачила главну женску улогу у култном хорор филму, Носферату – Симфонија ужаса (1922).
Преминуо је у Берлину 13. септембра 1948, у свом сну.

## Филмографија
| Година | Филм                          | Оригинални наслов | Редитељ | Сценариста | Продуцент | Глумац |
| ------ | ----------------------------- | ----------------- | ------- | ---------- | --------- | ------ |
| 1913.  | Прашки студент                |                   | Не      | Не         | Да        | Да     |
| 1915.  | Голем                         |                   | Да      | Да         | Да        | Да     |
| 1917.  | Голем и плесачица             |                   | Да      | Да         | Не        | Да     |
| 1920.  | Ноћне фигуре                  |                   | Не      | Не         | Не        | Да     |
| 1920.  | Голем: Како је дошао на свет  |                   | Да      | Да         | Не        | Да     |
| 1921.  | Изгубљена сенка               |                   | Не      | Да         | Да        | Не     |
| 1922.  | Лукреција Борџија             |                   | Не      | Не         | Не        | Да     |
| 1926.  | Мађионичар                    |                   | Не      | Не         | Не        | Да     |
| 1927.  | Чудни случај капетана Рампера |                   | Не      | Да         | Не        | Да     |
| 1927.  | Свенгали                      |                   | Не      | Не         | Не        | Да     |
| 1932.  | Неочекиване приче             |                   | Не      | Не         | Не        | Да     |
| 1939.  | Прстен за љубав               |                   | Не      | Не         | Не        | Да     |
| 1940.  | Сумрак                        |                   | Не      | Не         | Не        | Да     |
| 1941.  | Мој живот за Ирску            |                   | Не      | Не         | Не        | Да     |
| 1951.  | Очи љубави                    |                   | Не      | Не         | Не        | Да     |